# Rotsvorkstaartplevier
De rotsvorkstaartplevier (Glareola nuchalis) is een vogel uit de familie van vorkstaartplevieren (Glareolidae).

## Verspreiding en leefgebied
Deze soort komt voor in zuidelijk-centraal, het westelijke deel van Centraal-en westelijk Afrika en telt twee ondersoorten:
- G. n. liberiae: van Sierra Leone tot westelijk Kameroen.
- G. n. nuchalis: van Tsjaad tot Ethiopië en verder zuidelijk tot Angola en Mozambique